# 路易八世 (法兰西)
路易八世（雄狮）（法語：Louis VIII le Lion，1187年9月5日—1226年11月8日），法蘭西卡佩王朝国王（1223年—1226年在位）。作为王子，他在1216年5月21日入侵英格兰，29日被教宗使节开除教籍。6月2日，他在伦敦被叛乱诸侯称为“英格兰国王”，虽未加冕。在英格兰和苏格兰盟友的协助下，他控制了大约三分之一的英格兰王国和南威尔士的一部分。他最终被忠于英格兰者和在英格兰国王约翰驾崩后改变立场的贵族击败。在《兰贝思和约》之后，他获得了1萬马克的报酬，承诺不再入侵英格兰，并被恢复教籍。
路易履行了父亲的十字军誓言，在1219年至1223年的阿尔比十字军圣战中作为王子和在1226年1月至1226年9月作为国王领导军队支持老西蒙·德·孟福尔。1223年加冕为国王之后，路易的反犹太高利贷法令推翻了他父亲的政策，导致在巴黎出现了伦巴第放债人。
路易在1224年和1226年对安茹帝国的战役中，获得了普瓦图、桑通日、拉罗谢尔以及朗格多克的许多城市，因此，英格兰的安茹国王只剩下加斯科尼唯一的大陆领地。路易从阿尔比十字军圣战归来后于1226年11月死于痢疾，他的儿子路易九世继承王位。

## 王子时期

### 早年
路易生于1187年9月5日，是法兰西国王腓力二世和埃诺的伊莎贝尔的儿子。他的母亲于1190年去世，但路易没有被正式任命为阿图瓦伯爵。相反，他的父亲允许他名义上控制该伯国，以学习治理。
1195年夏，路易和英格兰国王理查一世的侄女布列塔尼的埃莉诺的婚事被提出，以让腓力二世和理查结盟，但失败了。皇帝亨利六世反对这桩婚事；这也是理查意欲用唯一在世的兄弟约翰取代埃莉诺的弟弟阿蒂尔王储地位的信号。这很快导致理查和腓力的关系骤然恶化。
1200年5月23日，在腓力二世和英格蘭國王约翰长时间和谈后，12岁的路易娶约翰的外甥女卡斯蒂利亚公主布兰卡为妻（此事在莎士比亚剧作《约翰王》中有所表现）。这段婚姻在腓力二世和约翰进行长期谈判后才缔结。

### 1214年的军事行动
1213年，路易占领了弗兰德的两个城镇，圣奥马尔和艾尔，这导致路易的父亲腓力二世和布洛涅伯爵瑞诺之间的仇恨。到1214年，法国的腓力二世面临着由英格兰国王约翰、皇帝奥托四世、布洛涅伯爵瑞诺和弗兰德伯爵费迪南组成的联盟。面对两线战争，由奥托、瑞诺和费迪南领导的第一次进攻在威廉·隆斯佩支持下从弗兰德向西南进军，分割腓力的军队。而另一次来自约翰领导下的普瓦图的进攻将向东北进军巴黎。
腓力亲自统领北方前线军队对抗奥托及其盟军，让路易指挥前线军队攻打法蘭西中部的金雀花王朝领地。路易被派往普瓦图指挥对抗约翰的前线。第一阶段的比赛对英格兰人来说很顺利，路易被约翰击败，并在6月底失守了昂热城。当约翰围攻穆瓦讷的罗歇城堡时，路易被迫与约翰的军队作战。当面对路易的军队时，当地的普瓦图贵族拒绝跟随国王前进；约翰在某种程度上处于不利地位，他退回到拉罗谢尔。不久之后，腓力在北方的布汶战役中击败了奥托及约翰的其他盟友，结束了约翰夺回诺曼底的希望。

### 阿尔比十字军

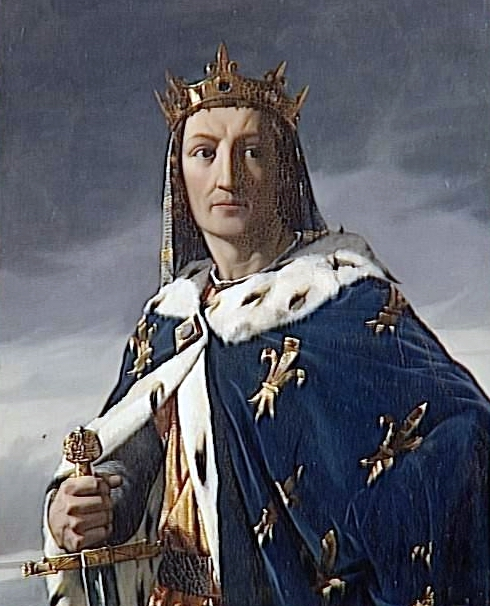
亨利·莱曼的画，1837年

1215年4月，路易在履行父亲对阿尔比派人的十字军誓言时，教宗使节警告他不要阻止十字军圣战。在纳博讷，路易下令摧毁该镇的防御工事，以回应西蒙·德·孟福尔和阿诺·阿马尔里克之间的不合，并迫使纳博讷子爵和其他当局宣誓效忠西蒙。在图卢兹，他命令城市官员拆除城墙，填平护城河，并接受西蒙·德·孟福尔为政府首脑。路易参与十字军圣战对西蒙·德·孟福尔有利。

### 觊觎英格蘭王位

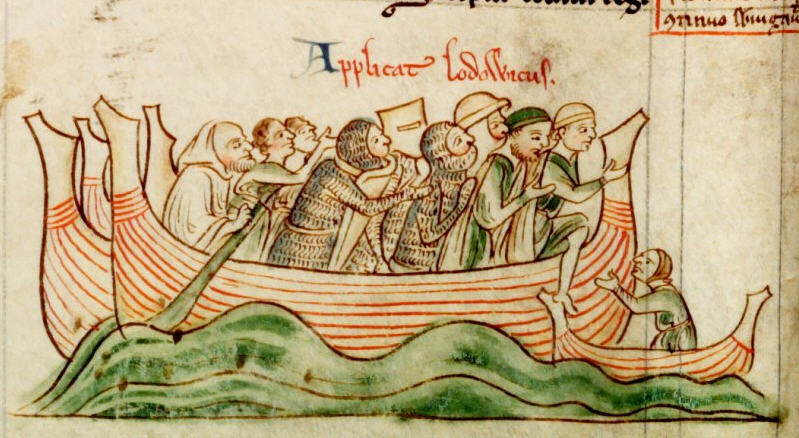
法兰西的路易到达英格兰（取自Chronica Majora, Matthew Paris,约1236–1259年）

1215年，英格蘭诸侯在“第一次男爵战争”中反对约翰王（1199年-1216年在位）。他们见路易的妻子是英格兰亨利二世的后裔，就邀请路易当他们的国王。虽然路易准备了一支军队以推动他对英格兰王位的要求，但一位新的教宗使节红衣主教瓜拉·比切里在经由法国前往英国时，明确谴责了路易的计划。
1216年5月21日，路易几乎没有遇到抵抗就率军登陆英格兰肯特东部的薩尼特岛。当路易王子进入伦敦圣保罗座堂时，几乎未遇抵抗，路易在老圣保罗大教堂被宣称为英格兰国王路易斯一世，在伦敦全城的见证下举行了盛大的庆典。尽管没有加冕，但很多贵族及代表自己在英格兰的领地的苏格兰国王亚历山大二世（1214年-1249年在位）都聚集起来朝见他。29日，在温彻斯特，红衣主教比切里将路易及其所有追随者开除教籍。
6月14日，路易攻占温彻斯特，很快控制了英格兰一半以上的领土。但眼看英格兰就要到手时，约翰王于10月驾崩，这导致很多叛乱诸侯抛弃路易，转而支持约翰年方9岁的儿子亨利三世。路易没有被亨利重新发布的《大宪章》所吓倒，于12月包围并攻陷了赫特福德城堡。20日，他收到了英格兰摄政彭布罗克伯爵提出的休战建议，从圣诞节持续到1月13日。路易接受了这些条件，返回伦敦，途中威胁要烧毁圣奥尔本斯修道院，因为修道院院长拒绝承认他为英格兰国王。
在1217年5月20日自己的军队在林肯战败、8月24日“僧侣”尤斯塔斯率领的法蘭西海軍在桑德维奇战役战败后，路易只得向英格兰求和。1216年和1217年，路易还试图占领多佛城堡，但无功。《兰贝思和约》最重要的条款是对叛乱诸侯的赦免，路易许诺不再攻打英格蘭，并得到1万马克——在当时是一笔可观的金额。路易同意自己不曾为合法的英格蘭國王，而作为回报，路易的开除教籍也被取消。

## 国王时期

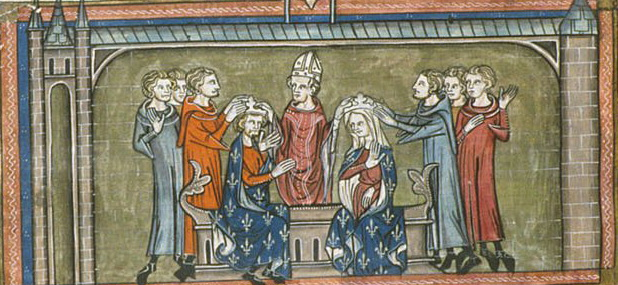
路易八世和卡斯蒂利亚的布兰卡1223年在兰斯加冕，来自《法蘭西大編年史》的微型画像，约1332–1350年（法国国家图书馆）

1223年7月14日，路易继承父位，8月6日在兰斯主座教堂加冕。1224年，孟福尔的阿马尔里克放弃了对图卢兹的要求，向路易换取成为王国大管家。作为国王，他在1224年5月5日拒绝与英格兰续签停战协议。相反，路易攻击了安茹王朝的领地，入侵加斯科尼，占领了普瓦图（1224年）、拉罗谢尔（1224年8月）、和圣东日。为了完成这项任务，他与吕西尼昂的休十世进行了交涉，并向他承诺，如果加斯科尼被征服，波尔多城将归对方所有。到1224年夏末，路易征服了利穆赞、佩里戈尔和奎西。
路易在1226年的军事行动占领了朗格多克的许多城市。到1226年，路易斯在加斯科尼缺乏军事支持，这让吕西尼昂的休十世感到不满。

### 犹太人政策
1223年11月1日，路易反其父所为，签署法令，禁止官员向犹太人借贷。这消除了国王或男爵对犹太人的任何形式的援助。此外，基督徒需偿还欠犹太人的任何贷款本金。这笔本金将支付给国王或其他对犹太人有直接权力的领主。这对犹太放债人造成了巨大的财务影响，以至于在1225年，路易斯邀请伦巴第放债人到巴黎。

### 作为国王参加阿尔比十字军

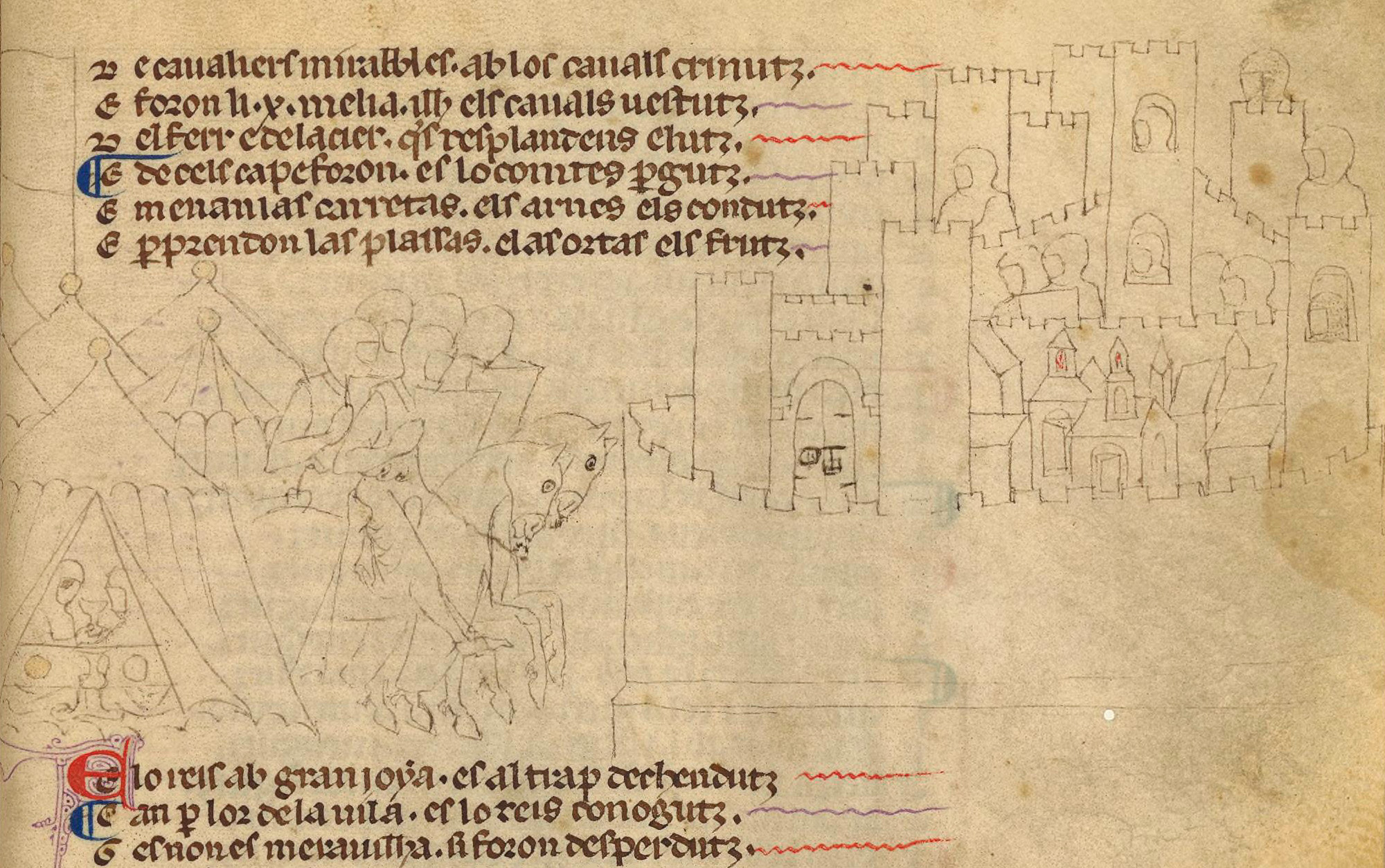
1219年阿尔比派十字军圣战期间，马尔芒德被未来的路易八世攻占。图德拉的威廉和匿名续篇手稿《阿尔比派十字军圣战之歌》，水墨画，法国，13世纪。

1223年，路易收到教宗和諾理三世的一封信，请求他对抗阿尔比派。1226年初，在图卢兹的雷蒙七世在布尔日议会被开除教籍和获得了在下一次十字军圣战中获得十分之一的牧师收入的承诺后，路易为了加强王权，高兴地重新发起了十字军，表示他打算向阿尔比派进行十字军圣战。佛伊伯爵偉大的羅傑·伯納试图维持和平，但路易拒绝了他的使者，于是佛伊和图卢兹两位伯爵结盟对抗国王。
1226年5月，路易在布尔日集结军队，迅速占领了贝济耶、卡尔卡松、博凯尔和马赛。然而，阿维尼翁拒绝向法国军队敞开大门。由于不想攻城，路易决定围城。那年8月的正面进攻遭到了猛烈的反击。9月9日，该镇投降，同意支付6000马克，交出人质，并摧毁城墙。然而，路易的军队在围攻阿维尼翁时损失惨重。10月，他终于抵达图卢兹，显然他的军队疲惫不堪，无力进攻。路易选择返回巴黎，计划下季度进攻图卢兹的雷蒙七世。

## 逝世
回巴黎途中，路易染上痢疾，于1226年11月8日去世于奥弗涅的蒙庞西埃城堡。1225年6月，他的遗嘱指示他的儿子路易将接替他成为国王，而年幼的儿子则获得属地。罗贝尔获得了阿图瓦，让·特里斯坦获得了曼恩和安茹，阿尔方斯获得了普瓦图和奥弗涅。
圣德尼圣殿为路易八世建立了墓碑。他年幼的儿子路易九世（生于1214年，1226年-1270年在位）继承他为法兰西国王。

## 婚姻和子女
1200年5月23日，路易娶卡斯蒂利亚的布兰卡為妻，兩人有子女：
1. 布朗谢（1205年生，不久去世）。[45]
2. 菲利普（1209年9月9日–1218年7月），[46]1217年7月与栋济的阿格妮丝订婚。后者后来嫁给了圣波勒的居伊二世。
3. 阿尔方斯（1213年1月26日生、卒于洛雷勒博卡日），与让为双胞胎。[46]
4. 让（1213年1月26日生、卒于洛雷勒博卡日），与阿尔方斯为双胞胎。[46]
5. 路易九世（1214年4月25日，普瓦西–1270年8月25日，突尼斯），[46]法兰西国王，也是其父的继承人。
6. 羅貝爾（1216年9月25日–1250年2月9日，在埃及曼苏拉战役（英语：Battle of Al Mansurah）中被杀），阿图瓦伯爵。[46]
7. 菲利普（1218年1月2日-1220年）。[46]
8. 让·特里斯坦（1219年7月21日–1232年），[46]安茹和曼恩伯爵；1227年3月与布列塔尼的约兰德订婚。
9. 阿爾方斯·德·普瓦捷（1220年11月11日，普瓦西–1271年8月21日，科内托），普瓦图和奥弗涅伯爵，通过联姻成为图卢兹伯爵。[46]
10. 菲利普·达戈贝尔（1222年2月20日–1232年[46][47]）。
11. 伊莎贝尔（1225年3月16日[48]–1270年2月23日）。[46]
12. 埃蒂安（1225年12月31日[49]–1227年3月21日[50]）。
13. 安茹的查理（1226年3月21日遗腹生–1285年1月7日），安茹和曼恩伯爵，通过联姻成为普罗旺斯和福卡尔基耶伯爵；[46]1266年起为西西里国王。

## 影响
路易身后的法国君权控制了加斯科尼和朗格多克的大部分地区。他决定将贷款从犹太放债人转移到对他们有权威的领主手中，导致了巴黎的金融危机，而伦巴第放债人进入巴黎避免了这场危机。路易的十字军东征直到1226年才开始，占领了贝济耶、卡尔卡松、博凯尔和马赛，对抗卡特里派在很大程度上取得成功。然而，在阿维尼翁取得的代价高昂的胜利使他的军队无法占领图卢兹。他死后，他的妻子卡斯蒂利亚的布兰卡继续十字军东征，导致图卢兹伯爵雷蒙德七世签署了《巴黎条约》（1229年），1271年在路易的儿子阿尔方斯去世后，图卢兹伯国并入君权。

## 资料
- Baldwin, John W. . Berkeley: University of California Press. 1991. ISBN 0-520-07391-6.
- Barber, Malcolm. . London: Routledge. 2014. ISBN 978-0-58225-661-3.
- Barlow, Frank. . London: Pearson Education. 1999. ISBN 0-582-38117-7. OL 388175M.
- Bradbury, Jim. . The Medieval World. London: Routledge. 1997. ISBN 978-0-58206-059-3. OL 697996M.
- Carpenter, David. . London: Penguin. 2004. ISBN 978-0-14014-824-4. OL 7348814M.
- Carpenter, David. . New Haven: Yale University Press. 2020. ISBN 978-0-30023-835-8.
- Daniell, Christopher. . London: Routledge. 2003. ISBN 0-415-22215-X.
- Farmer, Sharon. . Philadelphia: University of Pennsylvania Press. 2017. ISBN 978-0-81224-848-7.
- Gardner, Christopher K. . Hayes-Healy, Stephanie  (编). . I: Essays in Honor of Jeremy duQuesnay Adams. London: Palgrave Macmillan. 2005: 115–138. ISBN 978-1-34973-497-9.
- Hanley, Catherine. . New Haven: Yale University Press. 2016. ISBN 978-0-30021-745-2. OL 27211891M.
- Harding, Alan. . Cambridge: Cambridge University Press. 1993. ISBN 0-521-30274-9.
- Harper-Bill, Christopher. . Church, S.D.  (编). . Woodbridge: The Boydell Press. 2003: 289–315. ISBN 978-0-85115-736-8.
- Jones, Nigel. . New York: St. Martin's Publishing. 2012. ISBN 978-1-25003-840-1.
- Jordan, William Chester. . Abulafia, David  (编). . 5, c.1198-c.1300. Cambridge: Cambridge University Press. 1999: 279–313. ISBN 0-521-36289-X.
- Kelly, Jessen. . Bradbury, Carlee A.; Moseley-Christian, Michelle  (编). . Cham: Springer International. 2017: 91–119. ISBN 978-3-31965-048-7.
- Léglu, Catherine; Rist, Rebecca; Taylor, Claire (编). . London: Routledge. 2014. ISBN 978-0-41573-688-6.
- Lock, Peter. . London: Routledge. 2006. ISBN 0-415-24732-2.
- McDougall, Sara. . Oxford: Oxford University Press. 2017. ISBN 978-0-19878-582-8.
- Petit-Dutaillis, Charles. . Paris: Émile Bouillon. 1895. OCLC 5023824. OL 6941357M （French）.
- Pollock, M.A. . Woodbridge: The Boydell Press. 2015. ISBN 978-1-84383-992-7.
- Richard, Jean. . Cambridge: Cambridge University Press. 1992. ISBN 978-0-52138-156-7.
- Rist, Rebecca. . Cambridge: Oxford University Press. 2016. ISBN 978-0-19871-798-0.
- Strayer, Joseph R. . Ann Arbor: University of Michigan Press. 1992. ISBN 978-0-47209-476-9.
- Warren, W. Lewis. . Yale English Monarchs. New Haven: Yale University press. 1997. ISBN 978-0-30007-373-7. OL 4298229M.
- William of Puylaurens. Sibley, W.A.; Sibley, M.D. , 编. . Woosbridge: The Boydell Press. 2003. ISBN 978-0-85115-925-6.

## 延伸阅读
- Bryant, Margaret. .  17 (第11版). London: 36–37. 1911.
- McGlynn, Sean. . 2014. ISBN 978-0-752-49251-3.

| 路易八世 (法兰西) 卡佩王朝出生于：1187年9月5日逝世於：1226年11月8日 | 路易八世 (法兰西) 卡佩王朝出生于：1187年9月5日逝世於：1226年11月8日 | 路易八世 (法兰西) 卡佩王朝出生于：1187年9月5日逝世於：1226年11月8日 |
| 統治者頭銜                                                          | 統治者頭銜                                                          | 統治者頭銜                                                          |
| ------------------------------------------------------------------- | ------------------------------------------------------------------- | ------------------------------------------------------------------- |
| 前任者： 腓力二世                                                   | 法蘭西國王 1223年7月14日 – 1226年11月8日                            | 繼任者： 路易九世                                                   |
| 前任者： 约翰                                                       | 有爭議 英格兰国王 1216年5月 – 1217年9月22日 與约翰 & 亨利三世爭位   | 繼任者： 亨利三世                                                   |
| 法國貴族爵位                                                        |                                                                     |                                                                     |
| 前任者： 伊莎贝尔                                                   | 阿图瓦伯爵 1190年3月15日 – 1223年                                   | 空缺并入王室下一位持有相同頭銜者：罗贝尔一世                        |